# تصفيات كأس العالم 2018 – آسيا المرحلة الثالثة
المرحلة الثالثة من مباريات الاتحاد الآسيوي لكرة القدم لتصفيات كأس العالم لكرة القدم 2018 لعبت من 1 سبتمبر 2016 إلى 5 سبتمبر 2017.

## النظام
تم تقسيم ما مجموعه 12 فريقًا ممن تقدموا من المرحلة الثانية (فائزي المجموعات الثمانية وأفضل أربعة وصيفين للمجموعات) إلى مجموعتين من ستة فرق للعب مباريات ذهاب وإياب بنظام الدوري الكامل. وسيتأهل أول فريقين من كل مجموعة لنهائيات كأس العالم لكرة القدم 2018، وسوف يتقدم الفريقين صاحبا المركز الثالث إلى المرحلة الرابعة.

## الفرق المتأهلة
| المجموعة (المرحلة الثانية) | الفائزون       | الوصيفون (يتأهل أفضل 4)  |
| -------------------------- | -------------- | ------------------------ |
| أ                          | السعودية       | الإمارات العربية المتحدة |
| ب                          | أستراليا       | —                        |
| ج                          | قطر            | الصين                    |
| د                          | إيران          | —                        |
| ر                          | اليابان        | سوريا                    |
| س                          | تايلاند        | العراق                   |
| ص                          | كوريا الجنوبية | —                        |
| ط                          | أوزبكستان      | —                        |

## التصنيف
عقدت قرعة المرحلة الثالثة في 12 أبريل 2016، في الساعة 16:30 ت م م (ت ع م+8)، في فندق ماندارين أورينتال في كوالالمبور، ماليزيا.
ويستند التصنيف إلى تصنيف فيفا العالمي لأبريل 2016 (كما هو موضح بين قوسين أدناه). الفرق الـ12 مصنفة إلى ستة أوعية:
1. احتوى الوعاء 1 على الفرق المرتبة 1–2
2. احتوى الوعاء 2 على الفرق المرتبة 3–4
3. احتوى الوعاء 3 على الفرق المرتبة 5–6
4. احتوى الوعاء 4 على الفرق المرتبة 7–8
5. احتوى الوعاء 5 على الفرق المرتبة 9–10
6. احتوى الوعاء 6 على الفرق المرتبة 11–12

احتوت كل مجموعة على فريق واحد من كل من الأوعية الستة. وقد تحددت مباريات كل مجموعة تلقائياً استناداً إلى الوعاء الخاص بكل فريق.
| الوعاء 1                                       | الوعاء 2                               | الوعاء 3                           |
| ---------------------------------------------- | -------------------------------------- | ---------------------------------- |
| 1. إيران (42) 2. أستراليا (50)                 | 1. كوريا الجنوبية (56) 2. اليابان (57) | 1. السعودية (60) 2. أوزبكستان (66) |
| الوعاء 4                                       | الوعاء 5                               | الوعاء 6                           |
| 1. الإمارات العربية المتحدة (68) 2. الصين (81) | 1. قطر (83) 2. العراق (105)            | 1. سوريا (110) 2. تايلاند (119)    |

## المجموعات
| كسر تعادل تصفيات كأس العالم لكرة القدم 2018 |
| --- |
| في نظام الدوري ذهابًا وإيابًا، يستند ترتيب الفرق في كل مجموعة على المعايير التالية (مادتي اللوائح 20.6 و20.7): 1. النقاط (3 نقاط للفوز، نقطة واحدة للتعادل، لا شيء للخسارة) 2. فارق الأهداف 3. الأهداف المسجلة 4. النقاط في المباريات بين الفرق المتعادلة 5. فارق الأهداف في المباريات بين الفرق المتعادلة 6. الأهداف المسجلة في المباريات بين الفرق المتعادلة 7. الأهداف الخارجية المسجلة في المباريات بين الفرق المتعادلة (إذا كان التعادل هو فقط بين فريقين) 8. نقاط اللعب النظيف - بطاقة صفراء واحدة: ناقص نقطة - بطاقة حمراء غير مباشرة (بطاقة صفراء ثانية): ناقص 3 نقطة - بطاقة حمراء مباشرة: ناقص 4 نقاط - بطاقة صفراء ثم بطاقة حمراء مباشرة: ناقص 5 نقاط 9. وضع قرعة من قبل لجنة الفيفا المنظمة |

### المجموعة أ
| م | الفريق         | لعب | ف | ت | خ | أ.له | أ.ع | أ.ف | نقاط | التأهل                                |     |     |     |     |     |     |     |
| - | -------------- | --- | - | - | - | ---- | --- | --- | ---- | ------------------------------------- | --- | --- | --- | --- | --- | --- | --- |
| 1 | إيران          | 10  | 6 | 4 | 0 | 10   | 2   | +8  | 22   | التأهل إلى كأس العالم لكرة القدم 2018 |     | —   | 1–0 | 2–2 | 2–0 | 1–0 | 2–0 |
| 2 | كوريا الجنوبية | 10  | 4 | 3 | 3 | 11   | 10  | +1  | 15   | التأهل إلى كأس العالم لكرة القدم 2018 |     | 0–0 | —   | 1–0 | 2–1 | 3–2 | 3–2 |
| 3 | سوريا          | 10  | 3 | 4 | 3 | 9    | 8   | +1  | 13   | التقدم إلى المرحلة الرابعة            |     | 0–0 | 0–0 | —   | 1–0 | 2–2 | 3–1 |
| 4 | أوزبكستان      | 10  | 4 | 1 | 5 | 6    | 7   | −1  | 13   |                                       |     | 0–1 | 0–0 | 1–0 | —   | 2–0 | 1–0 |
| 5 | الصين          | 10  | 3 | 3 | 4 | 8    | 10  | −2  | 12   |                                       | 0–0 | 1–0 | 0–1 | 1–0 | —   | 0–0 |     |
| 6 | قطر            | 10  | 2 | 1 | 7 | 8    | 15  | −7  | 7    |                                       | 0–1 | 3–2 | 1–0 | 0–1 | 1–2 | —   |     |

| كوريا الجنوبية                                          | 3–2                      | الصين                       |
| ------------------------------------------------------- | ------------------------ | --------------------------- |
| جنغ جي 21' (ه.ذ.) · لي تشونغ-يونغ 63' · كو جا-تشيول 66' | تقرير (FIFA) تقرير (AFC) | يو هاي 74' · هاو جونمين 77' |

| أوزبكستان  | 1–0                      | سوريا |
| ---------- | ------------------------ | ----- |
| غينريخ 73' | تقرير (FIFA) تقرير (AFC) |       |

| إيران                             | 2–0                      | قطر |
| --------------------------------- | ------------------------ | --- |
| قوتشان نجاد 90+4' · جهانبخش 90+6' | تقرير (FIFA) تقرير (AFC) |     |

| الصين | 0–0                      | إيران |
| ----- | ------------------------ | ----- |
|       | تقرير (FIFA) تقرير (AFC) |       |

| سوريا | 0–0                      | كوريا الجنوبية |
| ----- | ------------------------ | -------------- |
|       | تقرير (FIFA) تقرير (AFC) |                |

| قطر | 0–1                      | أوزبكستان  |
| --- | ------------------------ | ---------- |
|     | تقرير (FIFA) تقرير (AFC) | كريمتس 86' |

| كوريا الجنوبية                                          | 3–2                      | قطر                             |
| ------------------------------------------------------- | ------------------------ | ------------------------------- |
| كي سونغ-يوينغ 11' · جي دونغ-وون 56' · سون هيونغ-مين 58' | تقرير (FIFA) تقرير (AFC) | الهيدوس 16' (ركلة.) · سوريا 45' |

| الصين | 0–1                      | سوريا      |
| ----- | ------------------------ | ---------- |
|       | تقرير (FIFA) تقرير (AFC) | المواس 54' |

| أوزبكستان | 0–1                      | إيران     |
| --------- | ------------------------ | --------- |
|           | تقرير (FIFA) تقرير (AFC) | حسيني 27' |

| أوزبكستان                  | 2–0                      | الصين |
| -------------------------- | ------------------------ | ----- |
| بيكماييف 50' · شوكوروف 85' | تقرير (FIFA) تقرير (AFC) |       |

| إيران     | 1–0                      | كوريا الجنوبية |
| --------- | ------------------------ | -------------- |
| آزمون 25' | تقرير (FIFA) تقرير (AFC) |                |

| قطر                 | 1–0                      | سوريا |
| ------------------- | ------------------------ | ----- |
| الهيدوس 37' (ركلة.) | تقرير (FIFA) تقرير (AFC) |       |

| كوريا الجنوبية                   | 2–1                      | أوزبكستان    |
| -------------------------------- | ------------------------ | ------------ |
| نام تاي-هي 67' · كو جا-تشيول 85' | تقرير (FIFA) تقرير (AFC) | بيكماييف 25' |

| الصين | 0–0                      | قطر |
| ----- | ------------------------ | --- |
|       | تقرير (FIFA) تقرير (AFC) |     |

| سوريا | 0–0                      | إيران |
| ----- | ------------------------ | ----- |
|       | تقرير (FIFA) تقرير (AFC) |       |

| الصين        | 1–0                      | كوريا الجنوبية |
| ------------ | ------------------------ | -------------- |
| يو داباو 34' | تقرير (FIFA) تقرير (AFC) |                |

| سوريا               | 1–0                      | أوزبكستان |
| ------------------- | ------------------------ | --------- |
| خربين 90+1' (ركلة.) | تقرير (FIFA) تقرير (AFC) |           |

| قطر | 0–1                      | إيران     |
| --- | ------------------------ | --------- |
|     | تقرير (FIFA) تقرير (AFC) | طارمي 52' |

| كوريا الجنوبية   | 1–0                      | سوريا |
| ---------------- | ------------------------ | ----- |
| هونغ جيونغ-هو 4' | تقرير (FIFA) تقرير (AFC) |       |

| إيران     | 1–0                      | الصين |
| --------- | ------------------------ | ----- |
| طارمي 46' | تقرير (FIFA) تقرير (AFC) |       |

| أوزبكستان  | 1–0                      | قطر |
| ---------- | ------------------------ | --- |
| أحمدوف 65' | تقرير (FIFA) تقرير (AFC) |     |

| إيران                 | 2–0                      | أوزبكستان |
| --------------------- | ------------------------ | --------- |
| آزمون 23' · طارمي 88' | تقرير (FIFA) تقرير (AFC) |           |

| سوريا                             | 2–2                      | الصين                           |
| --------------------------------- | ------------------------ | ------------------------------- |
| المواس 12' (ركلة.) · الصالح 90+3' | تقرير (FIFA) تقرير (AFC) | غاو لين 68' (ركلة.) · وو شي 75' |

| قطر                         | 3–2                      | كوريا الجنوبية                        |
| --------------------------- | ------------------------ | ------------------------------------- |
| الهيدوس 25'، 75' · عفيف 51' | تقرير (FIFA) تقرير (AFC) | كي سونغ-يوينغ 62' · هوانغ-هي تشان 70' |

| الصين               | 1–0                      | أوزبكستان |
| ------------------- | ------------------------ | --------- |
| غاو لين 84' (ركلة.) | تقرير (FIFA) تقرير (AFC) |           |

| كوريا الجنوبية | 0–0                      | إيران |
| -------------- | ------------------------ | ----- |
|                | تقرير (FIFA) تقرير (AFC) |       |

| سوريا                          | 3–1                      | قطر          |
| ------------------------------ | ------------------------ | ------------ |
| - خربين 7'، 54' - المواس 90+5' | تقرير (FIFA) تقرير (AFC) | أسد الله 35' |

| قطر      | 1–2                      | الصين                     |
| -------- | ------------------------ | ------------------------- |
| عفيف 47' | تقرير (FIFA) تقرير (AFC) | - جي شياو 74' - وو لي 83' |

| إيران          | 2–2                      | سوريا                     |
| -------------- | ------------------------ | ------------------------- |
| آزمون 45'، 64' | تقرير (FIFA) تقرير (AFC) | - محمد 13' - السومة 90+3' |

| أوزبكستان | 0–0                      | كوريا الجنوبية |
| --------- | ------------------------ | -------------- |
|           | تقرير (FIFA) تقرير (AFC) |                |

### المجموعة ب
| م | الفريق                   | لعب | ف | ت | خ | أ.له | أ.ع | أ.ف | نقاط | التأهل                                |     |     |     |     |     |     |     |
| - | ------------------------ | --- | - | - | - | ---- | --- | --- | ---- | ------------------------------------- | --- | --- | --- | --- | --- | --- | --- |
| 1 | اليابان                  | 10  | 6 | 2 | 2 | 17   | 7   | +10 | 20   | التأهل إلى كأس العالم لكرة القدم 2018 |     | —   | 2–1 | 2–0 | 1–2 | 2–1 | 4–0 |
| 2 | السعودية                 | 10  | 6 | 1 | 3 | 17   | 10  | +7  | 19   | التأهل إلى كأس العالم لكرة القدم 2018 |     | 1–0 | —   | 2–2 | 3–0 | 1–0 | 1–0 |
| 3 | أستراليا                 | 10  | 5 | 4 | 1 | 16   | 11  | +5  | 19   | التقدم إلى المرحلة الرابعة            |     | 1–1 | 3–2 | —   | 2–0 | 2–0 | 2–1 |
| 4 | الإمارات العربية المتحدة | 10  | 4 | 1 | 5 | 10   | 13  | −3  | 13   |                                       |     | 0–2 | 2–1 | 0–1 | —   | 2–0 | 3–1 |
| 5 | العراق                   | 10  | 3 | 2 | 5 | 11   | 12  | −1  | 11   |                                       | 1–1 | 1–2 | 1–1 | 1–0 | —   | 4–0 |     |
| 6 | تايلاند                  | 10  | 0 | 2 | 8 | 6    | 24  | −18 | 2    |                                       | 0–2 | 0–3 | 2–2 | 1–1 | 1–2 | —   |     |

| أستراليا               | 2–0                      | العراق |
| ---------------------- | ------------------------ | ------ |
| لونغو 58' · يوريتش 64' | تقرير (FIFA) تقرير (AFC) |        |

| اليابان   | 1–2                      | الإمارات العربية المتحدة |
| --------- | ------------------------ | ------------------------ |
| هوندا 11' | تقرير (FIFA) تقرير (AFC) | خليل 20'، 54' (ركلة.)    |

| السعودية           | 1–0                      | تايلاند |
| ------------------ | ------------------------ | ------- |
| العابد 84' (ركلة.) | تقرير (FIFA) تقرير (AFC) |         |

| العراق         | 1–2                      | السعودية                        |
| -------------- | ------------------------ | ------------------------------- |
| عبد الرحيم 18' | تقرير (FIFA) تقرير (AFC) | العابد 81' (ركلة.)، 88' (ركلة.) |

| تايلاند | 0–2                      | اليابان                   |
| ------- | ------------------------ | ------------------------- |
|         | تقرير (FIFA) تقرير (AFC) | هاراغوتشي 19' · أسانو 75' |

| الإمارات العربية المتحدة | 0–1                      | أستراليا  |
| ------------------------ | ------------------------ | --------- |
|                          | تقرير (FIFA) تقرير (AFC) | كاهيل 75' |

| اليابان                         | 2–1                      | العراق         |
| ------------------------------- | ------------------------ | -------------- |
| هاراغوتشي 26' · ياماغوتشي 90+5' | تقرير (FIFA) تقرير (AFC) | عبد الأمير 60' |

| الإمارات العربية المتحدة    | 3–1                      | تايلاند  |
| --------------------------- | ------------------------ | -------- |
| مبخوت 14'، 47' · خليل 90+3' | تقرير (FIFA) تقرير (AFC) | تانا 65' |

| السعودية                 | 2–2                      | أستراليا                  |
| ------------------------ | ------------------------ | ------------------------- |
| الجاسم 5' · الشمراني 79' | تقرير (FIFA) تقرير (AFC) | سينزبوري 45' · يوريتش 71' |

| أستراليا           | 1–1                      | اليابان      |
| ------------------ | ------------------------ | ------------ |
| يديناك 52' (ركلة.) | تقرير (FIFA) تقرير (AFC) | هاراغوتشي 5' |

| العراق                         | 4–0                      | تايلاند |
| ------------------------------ | ------------------------ | ------- |
| عبد الرحيم 7'، 25'، 87'، 90+4' | تقرير (FIFA) تقرير (AFC) |         |

| السعودية                               | 3–0                      | الإمارات العربية المتحدة |
| -------------------------------------- | ------------------------ | ------------------------ |
| المولد 73' · العابد 79' · الشهري 90+2' | تقرير (FIFA) تقرير (AFC) |                          |

| اليابان                              | 2–1                      | السعودية      |
| ------------------------------------ | ------------------------ | ------------- |
| كييوتاكي 45' (ركلة.) · هاراغوتشي 80' | تقرير (FIFA) تقرير (AFC) | ع. هوساوي 90' |

| تايلاند                  | 2–2                      | أستراليا                       |
| ------------------------ | ------------------------ | ------------------------------ |
| تيراسيل 20'، 57' (ركلة.) | تقرير (FIFA) تقرير (AFC) | يديناك 9' (ركلة.)، 65' (ركلة.) |

| الإمارات العربية المتحدة | 2–0                      | العراق |
| ------------------------ | ------------------------ | ------ |
| خليل 26' · مطر 90+3'     | تقرير (FIFA) تقرير (AFC) |        |

| العراق    | 1–1                      | أستراليا |
| --------- | ------------------------ | -------- |
| ياسين 76' | تقرير (FIFA) تقرير (AFC) | ليكي 39' |

| تايلاند | 0–3                      | السعودية                                         |
| ------- | ------------------------ | ------------------------------------------------ |
|         | تقرير (FIFA) تقرير (AFC) | السهلاوي 25' · تانابون 84' (ه.ذ.) · المؤشر 90+2' |

| الإمارات العربية المتحدة | 0–2                      | اليابان             |
| ------------------------ | ------------------------ | ------------------- |
|                          | تقرير (FIFA) تقرير (AFC) | كوبو 13' · كونو 51' |

| أستراليا            | 2–0                      | الإمارات العربية المتحدة |
| ------------------- | ------------------------ | ------------------------ |
| إرفين 7' · ليكي 78' | تقرير (FIFA) تقرير (AFC) |                          |

| اليابان                                          | 4–0                      | تايلاند |
| ------------------------------------------------ | ------------------------ | ------- |
| كاغاوا 8' · أوكازاكي 19' · كوبو 57' · يوشيدا 83' | تقرير (FIFA) تقرير (AFC) |         |

| السعودية   | 1–0                      | العراق |
| ---------- | ------------------------ | ------ |
| الشهري 53' | تقرير (FIFA) تقرير (AFC) |        |

| أستراليا                    | 3–2                      | السعودية                     |
| --------------------------- | ------------------------ | ---------------------------- |
| يوريتش 7'، 36' · روغيتش 64' | تقرير (FIFA) تقرير (AFC) | الدوسري 23' · السهلاوي 45+2' |

| تايلاند      | 1–1                      | الإمارات العربية المتحدة |
| ------------ | ------------------------ | ------------------------ |
| توساكراي 69' | تقرير (FIFA) تقرير (AFC) | مبخوت 90+3'              |

| العراق   | 1–1                      | اليابان   |
| -------- | ------------------------ | --------- |
| كامل 72' | تقرير (FIFA) تقرير (AFC) | أوساكو 8' |

| الإمارات العربية المتحدة | 2–1                      | السعودية           |
| ------------------------ | ------------------------ | ------------------ |
| - مبخوت 21' - خليل 60'   | تقرير (FIFA) تقرير (AFC) | العابد 20' (ركلة.) |

| اليابان                     | 2–0                      | أستراليا |
| --------------------------- | ------------------------ | -------- |
| - أسانو 41' - إيديغوتشي 82' | تقرير (FIFA) تقرير (AFC) |          |

| تايلاند        | 1–2                      | العراق                               |
| -------------- | ------------------------ | ------------------------------------ |
| خلف 63' (ه.ذ.) | تقرير (FIFA) تقرير (AFC) | - ميرام 34' - عبد الأمير 85' (ركلة.) |

| أستراليا                | 2–1                      | تايلاند  |
| ----------------------- | ------------------------ | -------- |
| - يوريتش 69' - ليكي 86' | تقرير (FIFA) تقرير (AFC) | أنان 82' |

| العراق   | 1–0                      | الإمارات العربية المتحدة |
| -------- | ------------------------ | ------------------------ |
| حسين 29' | تقرير (FIFA) تقرير (AFC) |                          |

| السعودية   | 1–0                      | اليابان |
| ---------- | ------------------------ | ------- |
| المولد 63' | تقرير (FIFA) تقرير (AFC) |         |

## مسجلو الأهداف
لقد تم تسجيل 109 أهداف في 50 مباراة، بمعدل 2.18 هدف لكل مباراة.
5 أهداف
- مهند عبد الرحيم
- نواف العابد
- أحمد خليل

4 أهداف
- تومي يوريتش
- غينكي هاراغوتشي
- حسن الهيدوس
- علي مبخوت

3 أهداف
- ميلي يديناك
- مهدي طارمي

هدفين
- ماثيو ليكي
- سردار آزمون
- تاكوما أسانو
- يويا كوبو
- محمد السهلاوي
- يحيى الشهري
- كي سونغ-يوينغ
- كو جا-تشيول
- محمود المواس
- تيراسيل دانغدا
- مارات بيكماييف

هدف
- تيم كاهيل
- جاكسون إرفين
- ماسيمو لونغو
- توم روغيتش
- ترنت سينزبوري
- غاو لين
- هاو جونمين
- وو شي
- يو داباو
- يو هاي
- رضا قوتشان نجاد
- جلال حسيني
- علي رضا جهانبخش
- سعد عبد الأمير
- مهدي كامل
- أحمد ياسين
- كيسوكي هوندا
- يوسوكي إيديغوتشي
- شينجي كاغاوا
- هيروشي كييوتاكي
- ياسويوكي كونو
- شينجي أوكازاكي
- يويا أوساكو
- هوتارو ياماغوتشي
- مايا يوشيدا
- أكرم عفيف
- سباستيان سوريا
- سالم الدوسري
- تيسير الجاسم
- سلمان المؤشر
- فهد المولد
- ناصر الشمراني
- عمر هوساوي
- هونغ جيونغ-هو
- هوانغ هي-تشان
- جي دونغ-وون
- لي تشونغ-يونغ
- نام تاي-هي
- سون هيونغ-مين
- أحمد الصالح
- عمر خربين
- تانا تشانابوت
- مونغكول توساكراي
- إسماعيل مطر
- عادل أحمدوف
- ألكساندر غينريخ
- إيغور كريمتس
- أوتابيك شوكوروف

هدف ذاتي
- جنغ جي (لعب ضد كوريا الجنوبية)
- تانابون كيسارات (لعب ضد السعودية)

## روابط خارجية
- Official FIFA World Cup website

  - Qualifiers – Asia: Round 3, FIFA.com
- FIFA World Cup, the-AFC.com